# ناحیه بارخان
بارخان یکی از ناحیه‌های پاکستان است که در ایالت بلوچستان واقع شده است مردم بارخان قوم پشتون نشین که به زبان پشتو تکلم میکنند. ناحیه بارخان ۳٬۵۱۴ کیلومتر مربع مساحت و ۱۷۱٬۵۵۶ نفر جمعیت دارد و ۱٬۰۹۸ متر بالاتر از سطح دریا واقع شده‌است.